# 船底座
船底座（Carina IPA: /kəˈriːnə/, 意為龍骨）是南天的一個星座，本身包含除太阳外第二亮恒星老人星(船底座α星)。在希腊时代的时候是天舟座的一部分，而天舟本身名为亚格号。原本是古老的南船座的一部份，
到18世紀法國人拉卡伊將天舟座細分成船底座、船帆座和船尾座三個星座。其中船帆座代表船的龙骨，老人星是船舵，然后船帆座和船尾座在船底座北边。全天第二亮的老人星和鑲嵌在卡利納星雲（NGC 3372）中的超重巨星海山二（船底座η星）都位於船底座。

## 值得注意的特徵
由於銀河流經船底座，因此他擁有許多疏散星團，包刮NGC 2516和以“南天的七仙女”而著名的IC 2602。最值得一提的就是NGC 3372，卡利納星雲，銀河系內最大的恆星海山二也在其中。

## 星座神話
托勒密本稱船尾座、船帆座及船底座為同一星座（不包括羅盤座），叫做南船座（Argo Navis）。在十八世紀，天文學家認為南船座所佔之天區過大，故將其拆開。南船座即阿格號（Argonauts），故事中伊阿宋（Jason）帶著五十個人乘阿格號到位於黑海的科爾基斯（Colchis）找金羊毛。
伊阿宋帶著眾多船員出航，當中包括雙子座的卡斯托爾（Castor）和波呂杜克斯（Polydeuces / Pollux），樂師俄耳甫斯，建船者阿爾戈斯，後來連赫拉克勒斯也加入旅程。劇作家把阿格號描寫成船堅炮利，而牛頓甚至將黃道十二宮與阿格號扯上關係。建船之時，雅典娜下令阿爾戈斯採佩利翁山（Pelion）的木材造船，宙斯也指示阿爾戈斯以多多納（Dodona）之橡木建船首，那裡的橡木賦有語言能力，在阿格號啟航時，甚至聽到橡木的哭聲。
阿格號在旅途中遇上重重困難，其中以撞岩（Clashing Rocks）最為著名，撞岩又叫敘姆普勒加得斯（Symplegades），它好像自動門一樣開開合合擋著黑海的入口，當時伊阿宋情急智生，放出白鴿，讓白鴿飛於船前，兩塊大石瞬時掩埋，夾斷白鴿的尾巴，船員趁兩塊大石打開再次撞擊之前，出盡九牛二虎之力，再得雅典娜之助，結果只是船尾受到少許損壞。
經過幾番波折進入黑海後，伊阿宋偷去金羊毛回到希臘，把阿格號泊於科林斯，算是對海神波塞冬的一種感謝。
在星圖上，我們只能見到阿格號的船尾，船頭被濃霧所覆蓋，或是被撞岩所遮掩，有說是伊阿宋晚年在船上沉思過往的歷險時，船首忽然塌下來壓死了熟睡中的伊阿宋，於是波塞冬將船的其餘部份升上天空。
另外，α星（老人星）亦有一段故事，老人星名為Canopus，本為希臘國王墨涅拉奧斯（Menelaus）之舵手，特洛伊戰爭後，當墨涅拉奧斯回程時，船隻被吹離航道，他們被迫在埃及登陸，Canopus被蛇咬死，墨涅拉奧斯情婦海倫（Helen）替Canopus報仇殺死大蛇。墨涅拉奧斯和海倫把Canopus合葬於城中，該城亦被易名為Canopus。

## 深空天體

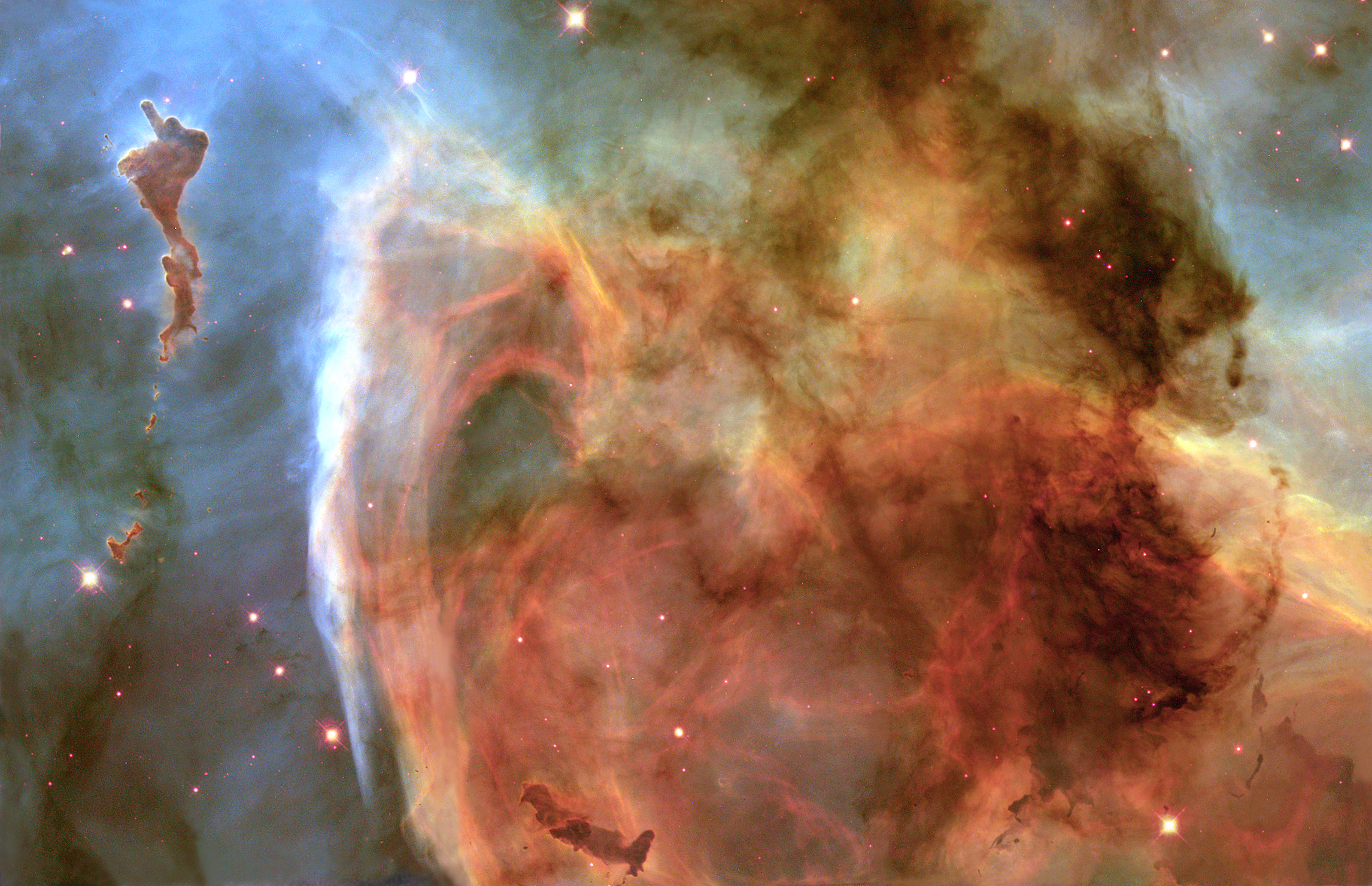
哈伯太空望遠鏡拍攝的鑰匙孔星雲。在左上角的小星雲由於它的形狀而被暱稱為"上帝的手指（中指）"或"上帝的小鳥"。

船底座因船底座星雲（NGC 3372）而聞名，法國天文學家尼古拉-路易·德·拉卡伊於1751年發現NGC 3372。船底座星雲總體上是一個延伸的發射星雲，距離地球約8,000光年，寬300光年，其中包含廣闊的恆星形成區域。船底座星雲的整體星等為8等，視直徑超過2度。它的中心區域被稱為鑰匙孔星雲。約翰·赫歇爾（John Herschel）於1847年對此進行了描述，而艾瑪·康弗斯（Emma Converse）於1873年將其比作鑰匙孔。
鑰匙孔星雲寬約七光年，主要由電離氫組成，有兩個主要的恆星形成區。侏儒星雲是肉眼可見的行星狀星雲，由不穩定的明亮藍變星海山二（已知質量最大的可見恆星）噴射出來的。海山二質量非常大，已經達到了恆星質量的理論上限。海山二因其爆發而聞名；1840年，由於一次特別強烈的爆發，一度成為天空中最亮的恆星之一，並在很大程度上形成了侏儒星雲。由於這種不穩定性，以及爆發的歷史，海山二被認為是未來幾十萬年內超新星的主要候選者，預計將到達百萬年壽命的終點。

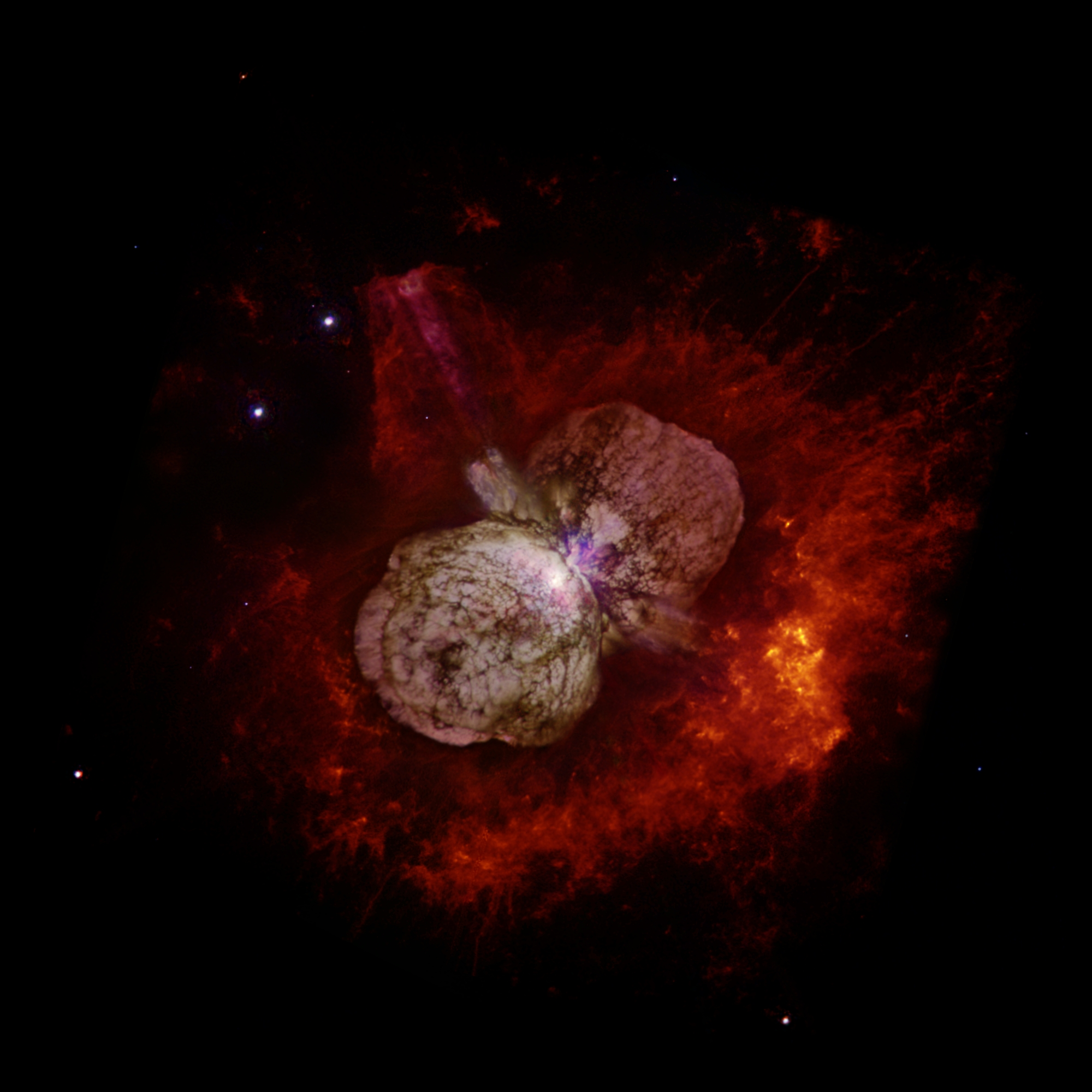
哈伯太空望遠鏡拍攝的超大質量恆星海山二

NGC 2516是一個疏散星團，非常大（約半度見方）且明亮，肉眼可見。NGC 2516距離地球1,100光年，擁有約80顆恆星，其中最亮的是一顆視星等為5.2等的紅巨星。NGC 3114是另一個大小大致相同的疏散星團，但距離地球更遠，為3,000光年。NGC 3114比NGC 2516 更鬆散、更暗淡，因為其最亮的恆星只有6等。
船底座中最突出的疏散星團是IC 2602，也稱為「南昴宿星團」。IC 2602包含南船三以及其他幾顆肉眼可見的恆星，擁有大約60顆恆星。對於一個疏散星團來說，南昴宿星團特別大，直徑約為一度。和IC 2602一樣，NGC 3532也是肉眼可見，大小也相當。NGC 3532擁有大約150顆恆星，排列成一種不尋常的形狀，近似於一個橢圓形，中間有一個黑暗的區域。NGC 3532星團的明亮恆星中有幾顆著名的橙巨星，其亮度為7等。NGC 3532星團上方是天社增一，是一顆黃白色的恆星，視星等為3.9等，比NGC 3532距離我們遠得多。
船底座還包含肉眼可見的球狀星團NGC 2808。海石一和海石五是可以用小型望遠鏡看見的雙星。
一個值得注意的星系團是1E 0657-56，即子彈星系團。該星系團距離地球40億光年（紅移 0.296），因其內部介質中出現的衝擊波而得名，這種衝擊波類似於超音速子彈的衝擊波。可見的弓形激波被認為是由於較小星系團以每 3,000-4,000公里的相對速度穿過星系團內介質而形成的。由於這種引力相互作用已經持續了數億年，較小的星系團正在被摧毀，最終將與較大的星系團合併。

## 重要主星
| 西方星名 | 中國古星名 | 英文名字                      | 英文含意         | 視星等 |
| 船底座α  | 老人       | Canopus                       | 墨涅拉奧斯的舵手 | -0.72  |
| 船底座β  | 南船五     | Miaplacidus                   | 和平             | 1.68   |
| 船底座ε  | 海石一     | Avior                         | -                | 1.86   |
| 船底座η  | 海山二     | -                             | -                | 6.22   |
| 船底座θ  | 南船三     | -                             | -                | 2.76   |
| 船底座ι  | 海石二     | Aspidiske / Turais / Scutulum | 盾牌             | 2.25   |
| 船底座υ  | 海石五     | -                             | -                | 2.92   |
| 船底座ω  | 南船四     | -                             | -                | 3.29   |
| 船底座h  | 海石三     | -                             | -                | 4.08   |
| 船底座l  | 海石四     | -                             | -                | 3.69   |
| 船底座p  | 南船二     | -                             | -                | 3.30   |
| 船底座q  | 南船一     | -                             | -                | 3.39   |
| 船底座s  | 海山一     | -                             | -                | 3.81   |

### 所属星官
- 老人 Old Man （井1）
- 南船 Southern Boat （極5）
- 海石 Sea Rock （極5）
- 海山 Sea and Mountain （極6）